# Milam Residence
La Milam Residence (ou Arthur Milam House) est une résidence privée en bord de mer située à Ponte Vedra Beach, en Floride, aux États-Unis.
Achevée en 1961, elle a été conçue par l'architecte Paul Rudolph dans le style architectural de la Sarasota School of Architecture. La résidence a une façade inhabituelle de grandes formes géométriques face à l'océan.
En 2016, elle a été ajoutée au registre national des lieux historiques.

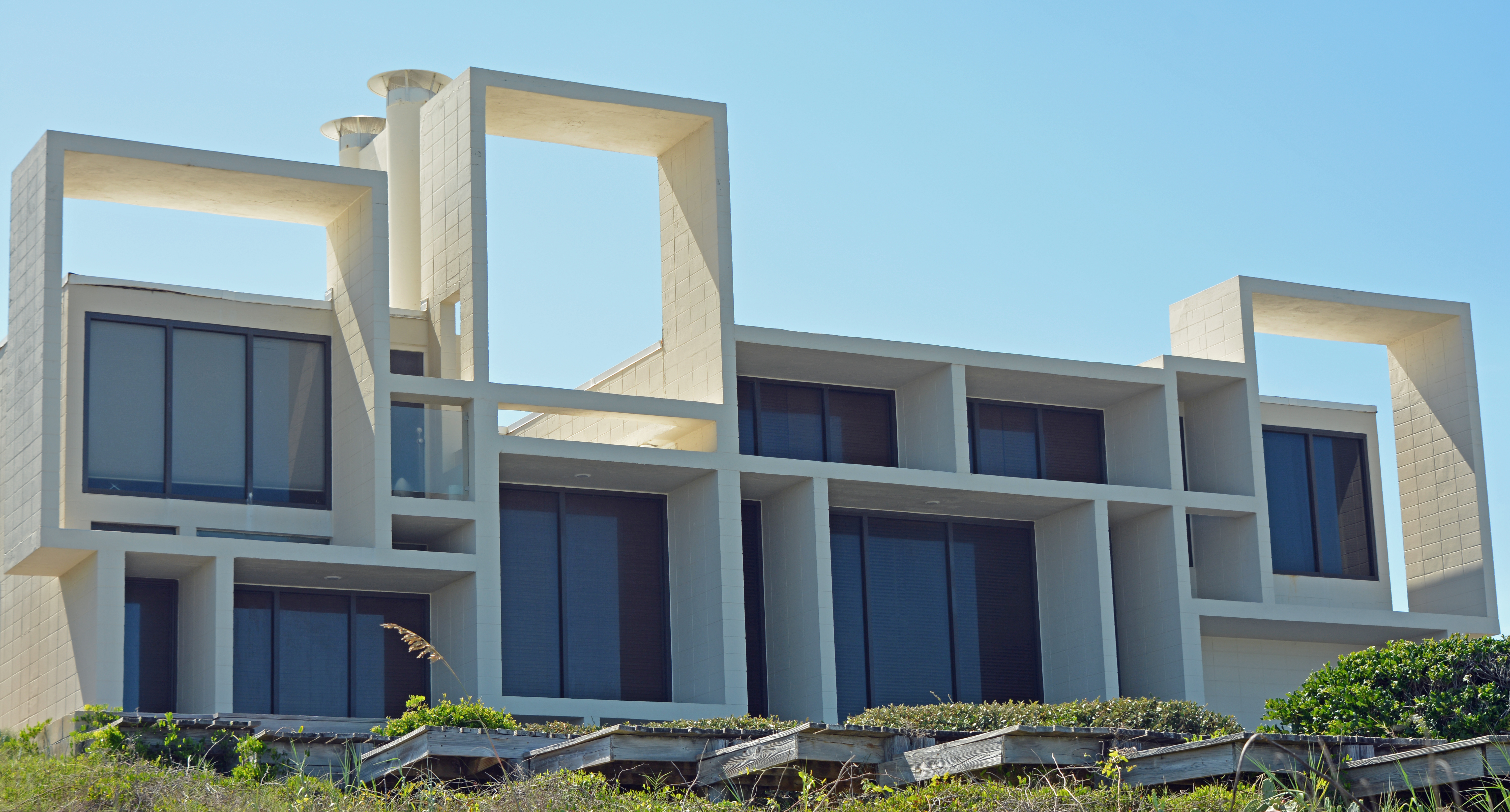
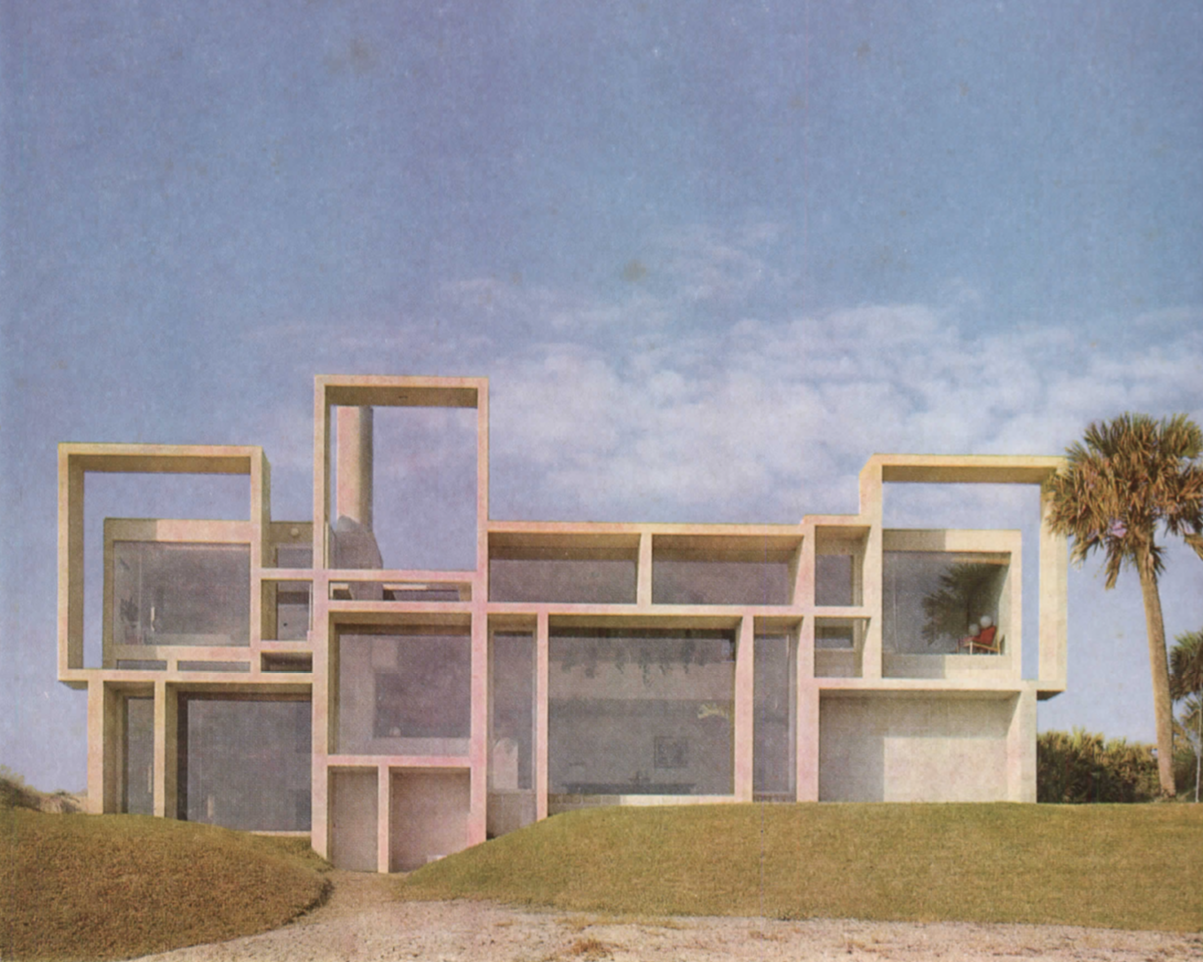
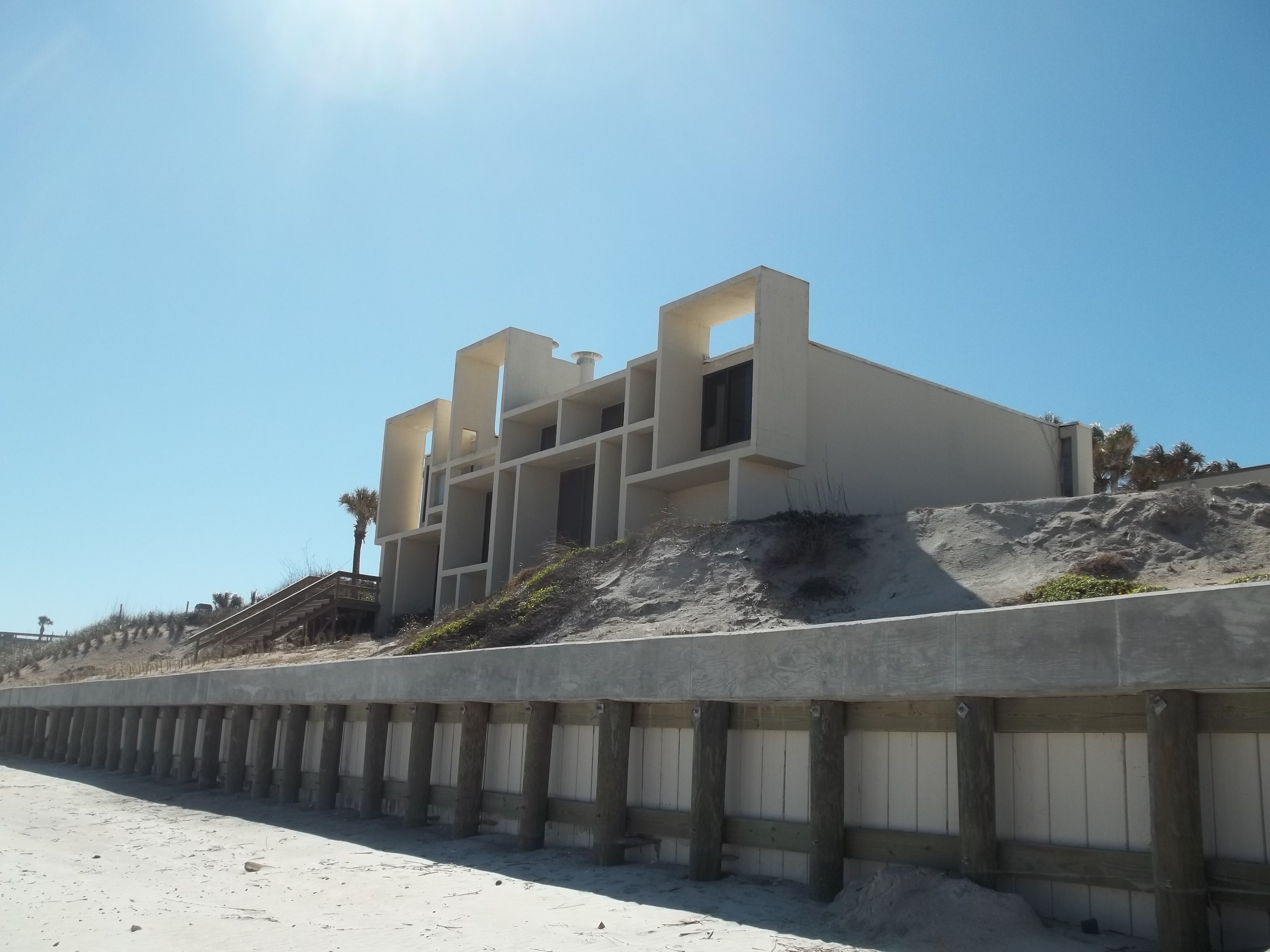
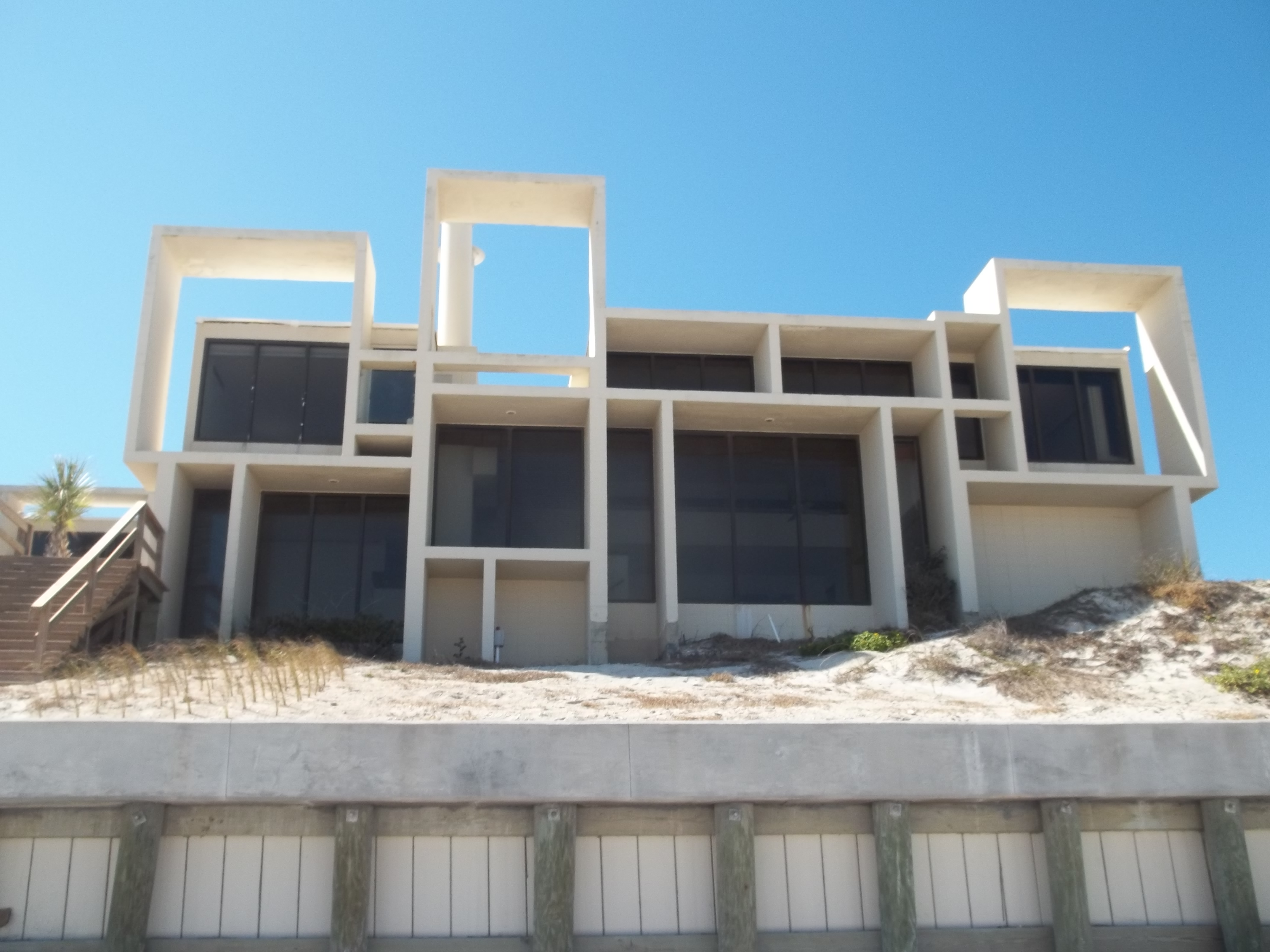
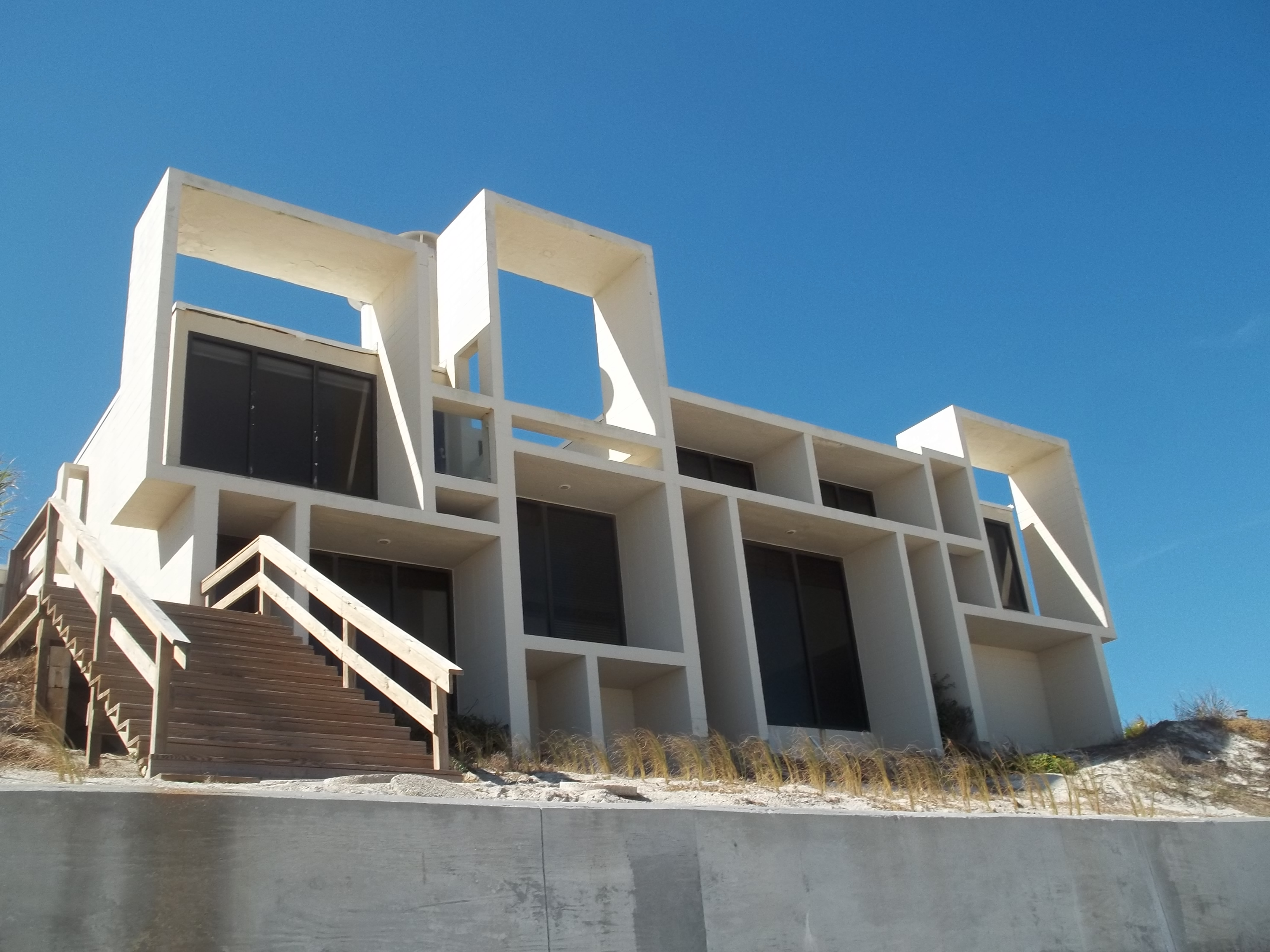